# الرزان (المفلحي)

تعديل مصدري - تعديل

الرزان هي إحدى قرى عزلة المفلحي بمديرية المفلحي التابعة لمحافظة لحج، بلغ تعداد سكانها 204 نسمة حسب تعداد اليمن لعام 2004.